# Bolortuyaa Bat-Ochiryn
Bolortuyaa Bat-Ochiryn (mong. Болортуяатай Бат-Очирын; ur. 15 maja 1997) – mongolska zapaśniczka walcząca w stylu wolnym. Brązowa medalistka olimpijska z Tokio 2020 w kategorii 53 kg, a także na mistrzostwach świata w 2019.
Piąta na igrzyskach azjatyckich w 2022. Trzecia na mistrzostwach Azji w 2023. Trzecia w Pucharze Świata w 2022 i czwarta w 2019. 
Trzecia na mistrzostwach Azji U-23 w 2019 roku.